# Janka Zoltán
Janka Zoltán (Bácstopolya, 1903. január 31. – 1957) magyar gépészmérnök, repülőgép-tervező.

## Életpálya
Gyöngyösi sportrepülők műhelyében kezdte repülőmunkásságát. 1930-tól a vitorlázó repülők javításának műszaki ellenőre. Az első mérnöki munkával megtervezett vitorlázó repülő megalkotója. 1934. november 10-én házasságot kötött Budapest II. kerületében Csathó Jolánnal.

## Tervei
- 1933-ban megtervezte a nagy teljesítményű Gyöngyös 33-at. A gép jól áramvonalazott, oldalviszonyai kiválóak, kis merülősebességgel rendelkezett. Törzse rétegelt lemezzel borított,  hatszög keresztmetszetű. Hardy Molnár Mihály, a gép építője, repülője számos időtartami és magassági rekordot ért el vele.
- 1934-ben Rotter Lajosal a Vándor elnevezésű együléses gyakorló gépet tervezte. A teljes műrepülésre épített gép a 30-as évek végéig volt rendszerbe. A gépet kezdetben Gyöngyösön, majd később Gödöllőn használták. Itt végezték vele az első, magyarországi autóvontatásos felszállást.
- Megtervezte a Gyöngyös 35 nagy teljesítményű gépet, de ez nem készült el.
- Tervezett egy kétszárnyú vitorlázó csónakot, a Kócsagot, de megfelelő, nagy teljesítményű motor hiányában nem sikerült reptetni.